# KTW (トイガンメーカー)
有限会社ケー・ティー・ダブリュ（K.T.W Co.,Ltd.）は岩手県花巻市にある遊戯銃メーカー。

## 概要
歴史上重要な役割を果たしたモデルに絞り、非常に高いクオリティーに定評がある。「モシン・ナガンM1891/30」、創業以来最大の仕事だったとされる「九六式軽機関銃」、「九九式軽機関銃」など、他社と競合しない機種を製造しており、また独自機構を採用することも基本とする。特に九六式軽機関銃は、創立以来エアーコッキングガンのみを手掛けてきたKTWにとっては初となる電動ガンとなり、実銃より採寸を行った。
社名の由来はピストル弾の「K.T.W.」だが、理解できない人もいる事から「Ka-チャン To-チャン Worksの略」と言ってきたとのこと。 

## 沿革
- 1984年　-　前身の下請け制作プロダクション「有限会社T&G」を設立
- 1987年　-　エアーコッキングガン製造を本格的に開始
- 1990年　-　エアーコッキングガン製造・販売に業務を一本化、岩手県花巻市に移転
- 1991年　-　有限会社KTWに社名変更
- 1998年　-　ドンサンモデル（韓国）[5]と提携
- 2011年　-　東日本大震災で被災。約2トンあるというフライス盤が傾くなどしたが、大きな被害は皆無。停電やガソリンの不足・配送業者の業務休止に伴い業務を停止。3月22日に業務再開